# حارة الدرب الشرقية (صنعاء)
الدرب الشرقية هي إحدى حارات حي سدس الروض بمدينة الروضة شمال العاصمة اليمنية "صنعاء"، بلغ تعداد سكانها 1150 نسمة حسب تعداد اليمن لعام 2004.